# World Poker Tour
Il World Poker Tour, comunemente abbreviato in WPT, è un circuito internazionale di tornei di Texas hold 'em a cui partecipa la maggior parte dei giocatori professionisti di tutto il mondo.
Fu ideato negli Stati Uniti dall'avvocato e produttore televisivo Steven Lipscomb, all'epoca amministratore delegato di WPT Enterprises (WPTE), l'azienda che controllò il World Poker Tour fino al novembre del 2009.
Nel 2008 il WPT iniziò a premiare i vincitori con dei braccialetti in modo analogo ai braccialetti delle WSOP. Ai giocatori che avevano vinto un titolo prima del 2008 venne consegnato un braccialetto retroattivamente.
Nel novembre 2009 l'azienda PartyGaming annunciò l'acquisizione del World Poker Tour per la cifra di 12.300.000 dollari.

## Storia
Il tour debuttò per la sua prima stagione tra la fine del 2002 e gli inizi del 2003, culminando con il WPT Championship nell'aprile 2003 al Casinò Bellagio di Las Vegas. La prima stagione fu trasmessa sul Travel Channel della televisione via cavo statunitense nella primavera del 2003. Lo show debuttò nei network televisivi il 1º febbraio 2004 sulla NBC con un torneo speciale: il Battle Of Champions, che andò in onda parallelamente alla copertura dello spettacolo prepartita del Super Bowl XXXVIII trasmessa dalla CBS.
Travel Channel trasmise le prime cinque stagioni del tour. Nell'aprile 2007 WPTE annunciò che la serie si sarebbe trasferita sulla Game Show Network per la sesta stagione. Il primo torneo WPT ad andare in onda sulla GSN fu il Mirage Poker Showdown, il 24 marzo 2008. Nel luglio dello stesso anno WPTE annunciò che la serie si sarebbe spostata su Fox Sports Net, per la settima stagione. Lo show è presentato dal giocatore Mike Sexton e dall'attore Vince Van Patten.
Nel 2004 il World Poker Tour creò una Walk of Fame, iscrivendo tre giocatori: Doyle Brunson e Gus Hansen e l'attore James Garner. Da allora nessun altro giocatore è stato inserito nella Walk of Fame.
Nel gennaio 2008 WPT annunciò una serie di tornei per solo donne, chiamata WPT Ladies. La prima stagione ebbe cinque eventi, con buy-in da $300 a $1.500.
Una partita fittizia del campionato WPT è apparsa nel film Deal, datato 2008. Appaiono gli stessi Sexton e Van Patten, oltre ad altri giocatori professionisti di poker.

## Causa per lo Sherman Act
Nel luglio 2006, sette giocatori professionisti di poker citarono in giudizio WPTE, denunciando violazioni dello Sherman Antitrust Act, del California Cartwright Act, ed ingerenza intenzionale nel contratto. I professionisti (Chris Ferguson, Andy Bloch, Annie Duke, Joe Hachem, Phil Gordon, Howard Lederer, e Greg Raymer) dichiararono che i moduli di liberatoria di WPTE, richiesti per la partecipazione in tali eventi, erano anti-competitivi e miravano a interferire con i loro obblighi contrattuali verso altre compagnie. La denuncia di anti-competitività fu basata sul fatto che i contratti di WPTE con i casinò che ospitavano i suoi tornei proibivano agli stessi (e agli altri casinò posseduti dalle stesse compagnie) di ospitare eventi pokeristici non organizzati da WPTE.  L'asserzione di ingerenza contrattuale fu basata sulla richiesta nel modulo di diritti perpetui sull'immagine dei giocatori per qualsiasi uso volesse farne WPTE. I giocatori lamentarono il fatto che ciò li portava a violare altri contratti (come per esempio il contratto Activision Games di Ferguson o i contratti degli altri giocatori con molti siti di poker). Hachem e Raymer si ritirarono dalla causa prima dell'’accordo finale.
Nell'aprile 2008 WPT Enterprises si accordò con i cinque giocatori rimasti in causa contro di essa; Chris Ferguson dichiarò: "Siamo felici di essere giunti ad un accordo giusto per tutti i giocatori e di aver predisposto una nuova liberatoria che elimina le ambiguità su come può essere utilizzata l'immagine dei giocatori. Di quest'ultima apprezziamo specialmente il fatto che si applicherà a tutti i nuovi giocatori che vorranno partecipare a tornei ed eventi WPT.".

## Risultati dei tornei
- World Poker Tour stagione 1
- World Poker Tour stagione 2
- World Poker Tour stagione 3
- World Poker Tour stagione 4
- World Poker Tour stagione 5
- World Poker Tour stagione 6
- World Poker Tour stagione 7
- World Poker Tour stagione 8
- World Poker Tour stagione 9
- World Poker Tour stagione 10
- World Poker Tour stagione 11
- World Poker Tour stagione 12
- World Poker Tour stagione 13
- World Poker Tour stagione 14

## Giocatore dell'anno WPT
Il premio Giocatore dell'anno WPT è assegnato ad un solo giocatore a stagione. I vincitori sono stati:
- Stagione 1: Howard Lederer
- Stagione 2: Erick Lindgren
- Stagione 3: Daniel Negreanu
- Stagione 4: Gavin Smith
- Stagione 5: J. C. Tran
- Stagione 6: Jonathan Little
- Stagione 7: Bertrand Grospellier
- Stagione 8: Faraz Jaka
- Stagione 9: Andy Frankenberger
- Stagione 10: Joe Serock
- Stagione 11: Matthew Salsberg
- Stagione 12: Mukul Pahuja
- Stagione 13: Anthony Zinno
- Stagione 14: Mike Shariati
- Stagione 15: Benjamin Zamani
- Stagione 16: Art Papazyan
- Stagione 17: Erkut Yilmaz
- Stagione 18: Brian Altman
- Stagione 19:

## Record di vincite
Di seguito sono elencati i tornei con le vincite più elevate per ogni stagione.
| Stagione    | Evento                           | Vincitore           | Premio      |
| ----------- | -------------------------------- | ------------------- | ----------- |
| Stagione 1  | WPT Championship                 | Alan Goehring       | $1,011,886  |
| Stagione 2  | WPT Championship                 | Martin De Knijff    | $2,728,356  |
| Stagione 3  | WPT Championship                 | Tuan Le             | $2,856,150  |
| Stagione 4  | WPT Championship                 | Joe Bartholdi       | $3,760,165  |
| Stagione 5  | WPT Championship                 | Carlos Mortensen    | $ 3,970,415 |
| Stagione 6  | WPT Championship                 | David Chiu          | $3,389,140  |
| Stagione 7  | WPT World Championship           | Yevgeniy Timoshenko | $2,143,655  |
| Stagione 8  | L.A. Poker Classic               | Andras Koroknai     | $1,788,001  |
| Stagione 9  | L.A. Poker Classic               | Gregory Brooks      | $1,654,120  |
| Stagione 10 | L.A. Poker Classic               | Sean Jazayeri       | $1,370,240  |
| Stagione 11 | Five Diamond World Poker Classic | Ravi Raghavan       | $1,268,571  |
| Stagione 12 | WPT World Championship           | Keven Stammen       | $1,350,000  |
| Stagione 13 | Five Diamond World Poker Classic | Mohsin Charania     | $1,477,890  |